# 卡瓦莱斯缆车事故
軍機撞毀卡瓦莱斯缆车事故發生於1998年2月3日意大利多洛米蒂山。一架美国海军陆战队（駐意大利阿维亚诺空军基地）EA-6戰機因違規過低飛行，撞斷登山索道，䌫車墜落造成20人死亡。飛機師引渡回美國受審，非故意誤殺（involuntary manslaughter）和過失致死罪（negligent homicide）無罪，但因為蓄意毀壞軍機的影片攝像證據，被判妨礙司法公正罪、軍官操守失職（conduct unbecoming an officer）。

## 事件經過
1998年2月3日，一架美國海軍陸戰隊第2戰術電子戰中隊的EA-6B徘徊者式電子戰飛機（機身編號163045），呼號Easy 01，正在進行低空訓練任務，於當地時間15時13分撞上了卡瓦萊斯纜車的纜線。當時，該機正以470節（每小時870公里）的速度，在狹窄的山谷中以80至100公尺的高度飛行。
該飛機於大約46°17′01″N 11°28′02″E / 46.2837°N 11.4672°E的位置，右翼從下方撞擊了纜線而切斷纜線，導致載有20人的纜車車廂墜落超過80公尺，無人倖存。飛機的機翼和尾部受損，但仍能夠返回阿維亞諾空軍基地。 